# (35937) 1999 JD124
1999 JD124 (asteroide 35937) é um asteroide da cintura principal. Possui uma excentricidade de 0.16884140 e uma inclinação de 6.24159º.
Este asteroide foi descoberto no dia 14 de maio de 1999 por LINEAR em Socorro.